# Woodlands Train Checkpoint
Le Woodlands Train Checkpoint (en abrégé WTCP, anciennement gare de Woodlands) est un terminus ferroviaire que possède Keretapi Tanah Melayu (KTM), la principale compagnie ferroviaire de Malaisie, l’autorité de contrôle de l'immigration de Singapour et l'office royal des douanes de Malaisie. Ouverte comme station de chemin de fer dans les années 1920 et rebaptisée Kranji en 1958, elle est reconstruite entre 1992 et 1997 et rouverte aux passagers en 1999.

## Historique
La station originale date de 1903 et était le terminus nord du réseau ferré de l'île principale, situé à proximité de la jetée de Woodlands (un des quartiers actuel de Singapour) ; la chaussée Johor-Singapour, construite en 1923, permet de relier le réseau de l'ile à celui de la péninsule malaise.
Depuis le 1er juillet 2011, le WTCP est le terminus sud du réseau ferroviaire de la Malaisie, à la suite de l'accord douanier conclu avec la Malaisie et prévoyant de fermer la gare de Tanjong Pagar.
Jusqu'en 1998, les deux pays effectuent l'unique contrôle ferroviaire frontalier à Tanjong Pagar (les agents douaniers malaisiens travaillent à Singapour avec leurs propres locaux administratifs). Un accord conclu en 1990 permet aux Malaisiens de relocaliser leurs activités à Woodlands sur des terrains réservés.